# آقای وکیل
آقای وکیل 
(به تلوگویی: Vakeel Saab) فیلمی محصول سال ۲۰۲۱ و به کارگردانی ونو سریرام است. در این فیلم بازیگرانی همچون پاوان کالیان، نیویتا توماس، آنجلی، شروتی حسن، پراکاش راج، موکش ریشی، سارات بابو و سایاجی شینده ایفای نقش کرده‌اند.